# Palestrina (by)
 For alternative betydninger, se Palestrina. (Se også artikler, som begynder med Palestrina)
Palestrina er en italiensk by (og kommune) i regionen Lazio i Italien, med omkring 22.063(2023) indbyggere.